# Josep Escobar i Saliente
Josep Escobar i Saliente   (Barcelona, 22 d'octubre de 1908 - Barcelona, 31 de març de 1994) fou un autor de còmics català que signava simplement com a Escobar. Fou especialment conegut per alguns dels seus personatges, com ara Zipi i Zape i Carpanta. Se'l considera un dels humoristes més importants del còmic català.

## Biografia
Va transcórrer la infantesa i la joventut a Granollers, on el seu pare va estar destinat com a funcionari de correus.

### Inicis i Guerra Civil
Als anys vint, va començar a treballar en revistes catalanes com Virolet, La Gralla o Diari de Granollers i va obtenir una plaça, emulant el seu progenitor, de funcionari de correus. La primera revista de gran tiratge en què va col·laborar fou Sigronet, publicada per El Gato Negro, editorial antecessora de Bruguera. Durant els anys trenta va treballar per a diverses revistes: Papitu, Pocholo, TBO, L'Esquellot i L'Esquella de la Torratxa.
Membre del sindicat de dibuixants professionals, en acabar la Guerra Civil espanyola fou depurat del servei de correus i condemnat a sis anys i un dia de presó per motius polítics. Va romandre reclòs un any i mig fins al novembre de 1940, quan va sortir en règim de llibertat vigilada. El mateix Escobar va explicar després que a la presó obtenia alguns diners fent caricatures dels altres reus, que no firmava amb el seu nom sinó amb el malnom de Rebec.
Es va mantenir allunyat del món de la historieta fins al 1944, any en què va iniciar la col·laboració amb revistes com ara Leyendas Infantiles i El Aventurero (publicades per Hispano Americana de Ediciones).

### EtapaPulgarcito
El 1947 reapareix la revista Pulgarcito i Escobar forma part del grup dels primers col·laboradors. Entre 1947 i 1948 crea per a aquesta revista els seus personatges més recordats: els bessons Zipi i Zape i el famolenc perpetu Carpanta, símbol de les penúries econòmiques de la postguerra espanyola. Per a la revista El Campeón, també de Bruguera, dibuixa el 1948 els gàngsters Tres Pelos y Kid Pantera, i contribueix a la secció Loquilandia, amb Cifré i Peñarroya. Durant els anys cinquanta, l'activitat d'Escobar se centra en les revistes de Bruguera, amb sèries de l'estil de Doña Tula, suegra (1951), que va tenir problemes amb la censura per donar una visió problemàtica de les relacions matrimonials, i Petra, criada para todo (1954).

### EtapaTío Vivo
El 1957, amb altres dibuixants de Bruguera (Cifré, Peñarroya, Conti i Giner), participa en la creació d'una editorial independent, que publicarà la revista Tío Vivo. Dins aquesta publicació Escobar insereix les sèries Blasa, portera de su casa, El mago Assieres i El profesor Tenebro, totes de 1957.

### Retorn a Bruguera
Dos anys més tard, després de fracassar l'empresa i, un cop absorbida Tío Vivo per Bruguera, Escobar torna a treballar per a l'editorial barcelonina, on va continuar creant nous personatges com Doña Tomasa de 1959, Aquí tienes a Julito, un terrible gamberrito de 1960, Filomeno y su taxi Genovevo de 1963, Don Óptimo y Don Pésimo de 1964, Toby (1967) i Plim, el mago de 1969). Tanmateix, dedica la major part del seu temps a les aventures dels personatges més populars Zipi i Zape i Carpanta. Els bessons assoleixen una revista pròpia a partir de 1971.

### Anys vuitanta
Als anys vuitanta, el declivi econòmic de Bruguera, el porta (com seria el cas d'altres companys de feina, per exemple, Ibáñez) a provar sort amb una nova revista, Guai!, publicada per l'Editorial Grijalbo. Hi dibuixava els germans Terre y Moto, dos bessons trapelles clarament inspirats en Zipi i Zape.
Quan Ediciones B va adquirir el fons editorial de Bruguera, Escobar va tornar als seus personatges clàssics. Va continuar treballant en la historieta, malgrat l'edat avançada, fins a la mort el 1994. Fou incinerat al cementiri de Collserola.

## Altres activitats
Més enllà del paper de creador d'historietes, Escobar també va destacar com a caricaturista, actor de teatre i autor de la peça teatral Assaig general, que encara s'hi representa hui en dia i ja en porta més de 1.000 interpretacions.
La seva faceta com a animador no és tan coneguda, tot i que Escobar va ser un dels precursors dels dibuixos animats a l'estat espanyol. L'any 1934 va realitzar La rateta que escombrava l'escaleta una adaptació del conte popular. Escobar va viure la seva època daurada com animador als anys 40, treballant a la filial barcelonina dels estudis Dibujos Animados Chamartín. Escobar va ser el responsable de la sèrie Civilón que tot i tenir tocs castissos (el protagonista és un brau amb una nòvia vestida de sevillana i ambientat en paisatges andalusos) està animada amb els típics arrodoniments de Disney. Per a la mateixa productora va treballar per a les sèries Garabatos i Zapirón. Aquesta segona és considerada com una de les més reeixides de l'època tant pel seu ritme, personatges i animació.
Entre altres curiositats, Escobar va ser també un inventor de joguines infantils. L'any 1942 va crear un projector cinematogràfic que permetia veure pel·lícules de llarga durada amb tres colors i que es va vendre al mercat amb el nom de Cine Skob.